# Duck Game
Duck Game ist ein 2014 veröffentlichtes 2D-Action-Computerspiel des kanadischen Entwicklers Corptron Games. Das Spiel erschien zunächst für Ouya, später folgten Umsetzungen für Linux, Windows, PlayStation 4 und Nintendo Switch. Als Publisher fungiert Adult Swim Games.

## Spielprinzip
In Duck Game treten bis zu acht Spieler gegeneinander in einer zweidimensionalen Arena an. Jeder Spieler steuert dabei eine Ente und muss die Enten der Gegenspieler mit Hilfe von Waffen, die in der Arena einzusammeln sind, eliminieren. Jede Ente stirbt nach nur einem Treffer. Das Spiel dauert an, bis ein Spieler eine ausgewählte Anzahl Runden (meist 10) für sich entscheiden konnte. Duck Game kann im Couch-Koop-Modus mit mehreren Spielern an einem Gerät oder im Online-Mehrspielermodus gespielt werden.
In einem später ergänzten, separaten Einzelspielermodus kann der Spieler Herausforderungen erfüllen und damit kosmetische Gegenstände wie Hüte für den Mehrspielermodus freischalten. Die Nintendo-Switch-Fassung ist etwas weniger umfangreich, als die modifizierbare PC-Version.

## Rezeption
Duck Game erhielt laut Metacritic „allgemein positive Bewertungen“ der Spielepresse und erreichte einen Metascore von 82 (PC) bzw. 83 (Switch) aus 100 Punkten, basierend auf insgesamt 15 Rezensionen. OpenCritic ermittelte über alle Plattformen hinweg einen aggregierten Punktestand von 84 aus 100 auf Grundlage von 13 Kritiken.
Gelobt werden unter anderem die einfache Steuerung, spaßiges Spielprinzip und eine hohe Wiederspielbarkeit. Dabei werden Parallelen zu TowerFall gezogen.